# Rolene Strauss
Rolene Strauss (ur. 22 kwietnia 1992 w Volksrust) – południowoafrykańska modelka i zwyciężczyni Miss World 2014. Jest trzecią kobietą z Południowej Afryki, która zdobyła koronę Miss World.
Strauss była studentką medycyny na University of the Free State.